# Ljusbukig glasögonfågel
Ljusbukig glasögonfågel (Zosterops consobrinorum) är en fågel i familjen glasögonfåglar inom ordningen tättingar.

## Utseende och läte
Ljusbukig glasögonfågel är en liten tätting med tydlig vit ring kring mörkt öga, grönt på rygg och panna, gult på strupe och undergumpen samt vit buk. Den skiljer sig från sångglasögonfågeln genom det mörka ögat och gröna på pannan, från gulbukig glasögonfågel på den vita buken. Sången består av en rätt långsam och ljust fallande ramsa, återgivet på engelska som "chi-chiwit-chit-cher-cher". Även ljusa "zit" kan höras.

## Utbredning och systematik
Fågeln förekommer enbart på Sulawesis sydöstra halvö. Den behandlas som monotypisk, det vill säga att den inte delas in i några underarter.

## Levnadssätt
Ljusbukig glasögonfågel hittas i skogar, skogsbryn, trädgårdar, odlingsbygd och buskmarker. Den ses vanligen i par eller smågrupper. Fågeln förekommer på lägre höjd än sångglasögonfågeln.

## Status
Trots det begränsade utbredningsområdet kategoriserar IUCN arten som livskraftig. Beståndsutvecklingen är okänd.